# Prats i Sansor
Prats i Sansor is een gemeente in de Spaanse provincie Lleida in de regio Catalonië met een oppervlakte van 9 km². Prats i Sansor telt 238 inwoners (1 januari 2016).
De gemeente bestaat uit de plaatsen Prats, Sansor, Capdevila en El Pla. De gemeente Prats i Sansor grenst aan de buurgemeenten Bellver de Cerdanya, Das, Isòvol, Riu de Cerdanya en Urús.

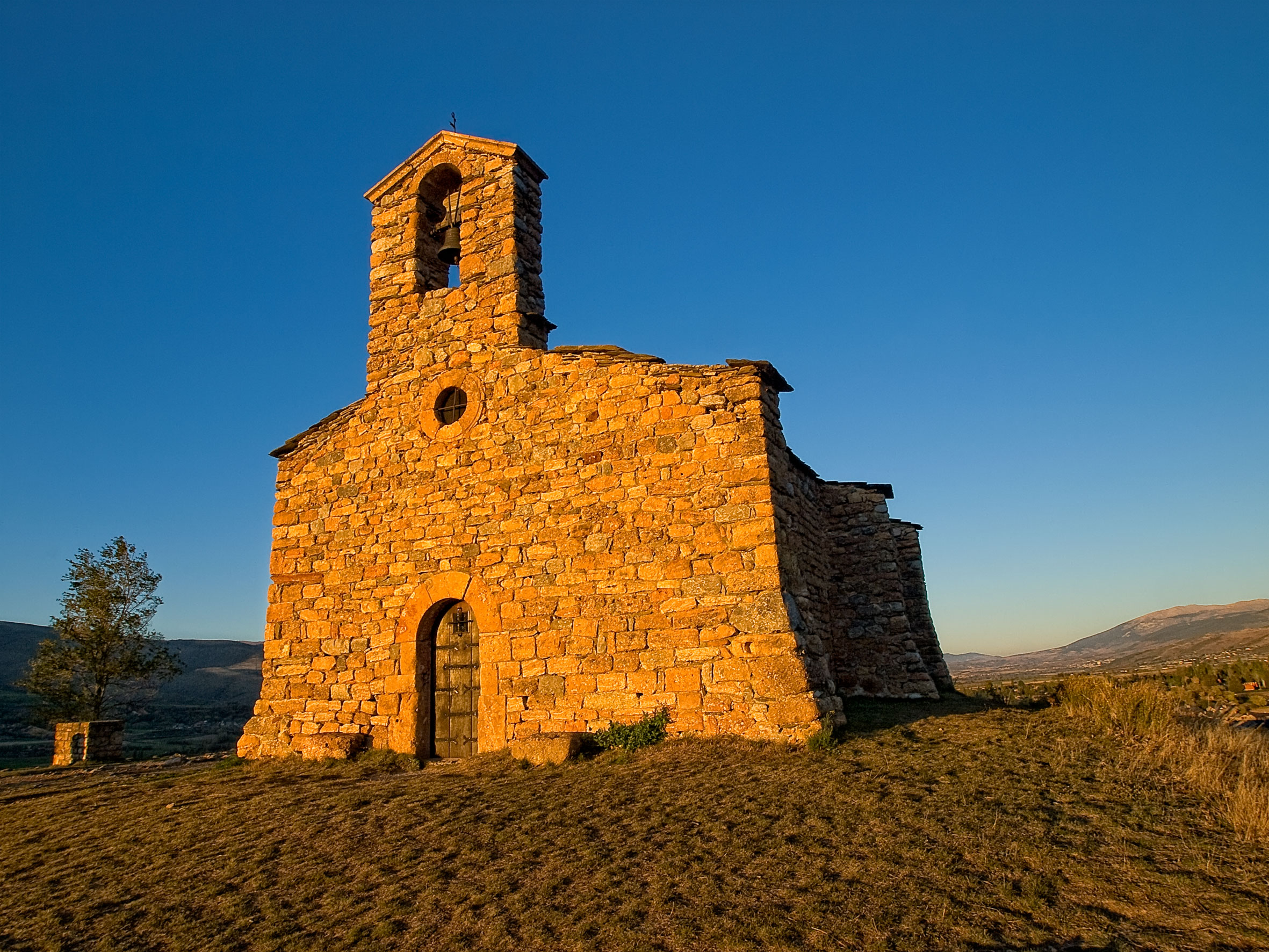
Kerk van Prats i Sansor